# Władysław Trybus
Władysław Trybus (ur. 30 czerwca 1920 w Łętowem, zm. 19 maja 2014 tamże) – polski polityk ruchu ludowego i działacz społeczny, poseł na Sejm PRL V, VI i VII kadencji. Budowniczy Polski Ludowej.

## Życiorys
Uzyskał wykształcenie podstawowe. W latach 1938–1947 był członkiem Związku Młodzieży Wiejskiej RP „Wici”. W latach 1942–1944 działał w organizacjach podziemnych (w Związku Walki Zbrojnej, Armii Krajowej i od 1943 pod pseudonimem „Sęp” w Batalionach Chłopskich). Po wojnie ożenił się z Józefą Węglarz, z którą prowadził gospodarstwo rolne specjalizujące się w hodowli owiec. Przystąpił także do Polskiego Stronnictwa Ludowego i w 1949 wraz z nim do Zjednoczonego Stronnictwa Ludowego. Od 1949 do 1953 pracował w Gminnej Spółdzielni „Samopomoc Chłopska” w Mszanie Dolnej, a w okresie 1955–1969 w Gromadzkiej Radzie Narodowej. Był wiceprezesem Powiatowego, a także Wojewódzkiego Komitetu ZSL w Nowym Sączu i członkiem Naczelnego Komitetu partii. Był również działaczem Frontu Jedności Narodu, a także członkiem rad nadzorczych Powiatowego Związku Gminnych Spółdzielni i Gminnej Spółdzielni „Samopomoc Chłopska”. Był przewodniczącym Rady Nadzorczej GS Mszana Dolna, a także prezesem Wojewódzkiego Związku Hodowców Owiec w Nowym Sączu, prezesem Zrzeszenia Hodowców Owiec w Polsce oraz członkiem Zarządu Izby Wełny w Gdyni.
W 1969, 1972 i 1976 uzyskiwał mandat posła na Sejm PRL V, VI i VII kadencji w okręgu Nowy Sącz. W V kadencji zasiadał w Komisji Oświaty i Nauki, w V i VI w Komisji Gospodarki Morskiej i Żeglugi, w VI i VII w Komisji Leśnictwa i Przemysłu Drzewnego, a w VII ponadto w Komisji Budownictwa i Przemysłu Materiałów Budowlanych. W trakcie VII kadencji był zastępcą przewodniczącego Klubu Poselskiego ZSL. W latach 1980–1988 zasiadał w Wojewódzkiej Radzie Narodowej w Nowym Sączu, od 1984 będąc jej przewodniczącym.
Był także pszczelarzem, prowadził pasiekę w Łętowem. Działał w Kole Pszczelarzy w Mszanie Dolnej i w Karpackim Związku Pszczelarzy w Nowym Sączu. Żonaty z Józefą, miał czterech synów i trzy córki. Msza pogrzebowa odbyła się 21 maja 2014 w Kościele p.w. Królowej Polski w Łętowem.

## Odznaczenia
- Order Budowniczych Polski Ludowej (1984)[1]
- Krzyż Kawalerski Orderu Odrodzenia Polski
- Srebrny Krzyż Zasługi
- Medal za Długoletnie Pożycie Małżeńskie (1998)[2]
- Złoty Znak Związku Ochotniczych Straży Pożarnych Rzeczypospolitej Polskiej